# The God Thing
The God Thing è il secondo album in studio del gruppo musicale tedesco Vanden Plas, pubblicato nel 1997 dalla Inside Out Music.

## Tracce
1. Fire Blossom – 2:55
2. Rainmaker – 6:39
3. Garden of Stones – 7:47
4. In You: I Believe – 4:29
5. Day I Die – 6:04
6. Crown of Thorns – 6:44
7. We're Not God – 7:12
8. Salt in My Wounds – 7:21
9. You Fly – 7:31

Traccia bonus nell'edizione francese
1. Combien de Larmes – 4:29

CD bonus nell'edizione FNAC
1. Spanish Rain – 7:15
2. Days of Thunder (Acoustic Version) – 4:39
3. Raining in My Heart – 4:38